# Station Koszewnica
Station Koszewnica is een spoorwegstation in de Poolse plaats Koszewnica.